# خفقان
خفقان یا خفقان قلب یا خفقان دل، نام نوعی بیماری معروف در تاریخ پزشکی و طب سنتی ایران بوده است.

## توصیف بیماری
در کتاب "تاریخ پزشکی کرمان (با نگاهی به تاریخ پزشکی ایران) در توصیف بیماری یا عارضه خفقان آمده است:
 بیماری "خفقان" که گاهی "خفقان قلب" یا "خفقان دل" نیز خوانده می‌شد از جمله بیماریهای رایجی بوده که اطبّای قدیم ایران پیوسته با آن سر و کار داشته‌اند و بر مبنای نظریهٔ اخلاط یا طبایع چهارگانه به توصیف بیماری و راه‌های درمانی آن می‌پرداخته‌اند. از جمله "حکیم ابن سینا" در کتاب مشهور قانون، ضمن شرح مفصلی دربارهٔ بیماری به داروهای متعددی همچون گل گاوزبان در درمان آن اشاره نموده است

## در لغتنامه دهخدا
لغتنامه دهخدا خفقان را معادل با «تپش دل» دانسته و در توصیف آن نوشته است:
حرکت اختلاجی است که عارض قلب شود، چون لرزه‌ای که در «تب نوبه» [مالاریا] عارض تمام تن شده باشد
 برخی این بیماری را همان "تپشِ قلب" دانسته‌اند و از جمله از این توصیف برمی آید که این بیماری را می‌توان معادلِ همان عارضهٔ پزشکی معروفی دانست که امروزه در طبّ مدرن، "آریتمی" (یا "دیس ریتمی") خوانده می‌شود. هرچند که برخی هم با توجه به این نکته که این کلمه مُعربِ واژگان معروف "خپه" و "خپگی" به شمار می‌رود با تنگی نفس و قطع تنفس همراه بوده است، سعی کرده‌اند آن را با بیماریهای دیگری همچون "آسم" معادل بگیرند

## در کشاف اصطلاحات
در ارتباط با «خفقان» در کشاف اصطلاحات فنون، آمده است:
حرکت اختلاجیه‌ای است که عارض قلب شود، به سبب چیزی که باعث آزار آن شود. «قُرشی» [مقصود «ابن نفیس قرشی»، طبیب نامدار قرن هفتم هجری و صاحب کتاب بزرگ و هشتاد جلدی «الشامل» می‌باشد، که «نفیس بن عوض کرمانی» معروفترین شارح آثار اوست]؛ گوید: مقصود ما در این مورد از لفظِ اختلاج مفهوم آن نیست و اختلاج، حرکتی است که عارض می‌شود قلب را، به سببِ چیزی از باد که در قلب جای می‌گیرد وتا مخرجی نیابد بیرون نرود، بلکه زیاد گردد. به قلب حرکت ارتعادیه، مانند حرکتی که عارض می‌گردد اعضاء را هنگام عارضه نافض و همچنانکه این حرکت حادث می‌شود به سیلان ماده ردیئه عفنه بر اعضاء و برای دفع آن بلرزد. همچنانست حرکت خفقان که عارض می‌شود برای رسیدن چیزی آزار رساننده بر قلب، پس بلرزه درآید برای دفع موذی لرزشی از پی هم

## در تاریخ
دکتر مجید ملک محمدی ضمن تشریح برخی گزارشات تاریخی دربارهٔ این بیماری نوشته است:
این قبیل توصیفاتِ دقیق از بیماری خفقان که بر مبنای نظریهٔ طب مزاجی بیان شده‌اند، در کنار گزارشهایی که از تشخیص و درمان موفقیت آمیز این بیماری توسط اطبای قدیم وجود دارد، همگی نشان از شناختِ کافی و وافی این اطبّاء از بیماری مذکور دارند
وی سپس به نمونه‌هایی از مواجهات طبیبان کرمان با این بیماری اشاره کرده و یعنوان نمونه‌ای مربوط به اوایل عصر قاجاریه دربارهٔ خفقان آورده است:
 ز جمله این گزارشها، مطلبی است که دربارهٔ شاهزاده «حسنعلی میرزا شجاع السلطنه» (حاکم کرمان بار نخست در فاصلهٔ سالهای ۱۲۴۳ تا ۱۲۴۷ هجری قمری برابر با ۱۸۲۷ تا ۱۸۳۱ میلادی و بار دوم در فاصلهٔ سالهای ۱۲۴۸ تا ۱۲۵۱ میلادی برابر با ۱۸۳۲ تا ۱۸۳۵ میلادی) گزارش شده و گرچه از نوعی مطایبه و ظرافت طنّازانه عاری نیست، امّا به هرحال از نوعی اختلاف میان پزشکان کرمان با شجاع السلطنه در موردِ بیماری «خفقان» او، حکایت دارد:
«شجاع السلطنه بار دوم که حکمران کرمان شد، با رعایا رفق و مدارا کرد. مشهور است بر رو و موی پسر کفش دوزی عاشق شده و او را «شاهمراد خان» نام نهاد، روز و شب با او دمساز، از هر دو جهان بی‌نیاز بود. جناب آخوند ملا محمد صالح می‌فرمودند: روزی شاهزاده برای نماز بپا خاست، چون مرض خفقان داشت، نفس او قطع شد. شاهمراد نیز ایستاده بود. شاهزاده نشست تا به حال نخست بازآمد و [خطاب به پسر کفشدوز] گفت:
درد تو در دل نهفته‌ایم و طبیبان
دردسر ما دهند کاین «خفقان» است!...

## در فرهنگ عامه
در گفتگوهای عامیانه و ضرب‌المثلهای فارسی، عبارتِ «خفه خون گرفتن»، که کنایه از ساکت شدن و زبان به دندان گرفتن است در واقع به نام همین بیماری قدیمی «خفقان» (که با نوعی سکوت اجباری و ناراحت‌کننده در بیمار همراه بوده) اشاره دارد